# Hrvatski softball savez
Hrvatski softball savez je krovna organizacija hrvatskog softbola.
Utemeljen je 28. svibnja 1994. u Zagrebu.
Članom je ISF-a (International Softball Federation) od 22. srpnja 1992.
Članom je ESF-a (European Softball Federation) od 3. veljače 1996.
Sjedište organizacije je u Zagrebu, na adresi Trg K. Ćosića 11.

## Vanjske poveznice
- http://www.softball.hr Službene stranice